# Jan Theobald Held

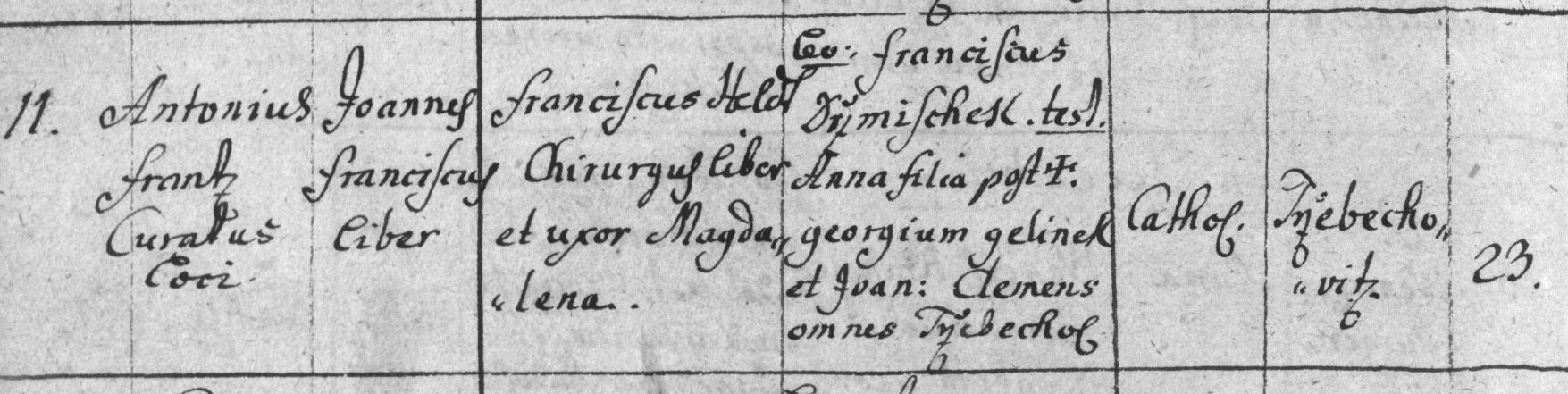
Jan Theobald Held, matrika narozených

Jan Theobald Held, také Jan Děpold, pokřtěn Jan František Heldt, pseudonym Jan Orebský (11. prosince 1770 Třebechovice pod Orebem – 30. června 1851 Praha), byl český lékař, skladatel a rektor Univerzity Karlovy.

## Mládí
Narodil se v rodině lranhojiče (chirurgus) v Třebechovicích pod Orebem Františka Helda a jeho manželky Magdaleny. Od dětství projevoval mimořádné nadání. Školu navštěvoval již od čtyř let, a v osmi ho dal otec učit zpěvu a hře na housle k místnímu učiteli Janu Čížkovi. Již v deseti letech byl schopen hrát z listu i velmi obtížné skladby. Jak tehdy bylo zvykem, zpíval ve školním sboru i při bohoslužbách v kostele.
Otec náhle zemřel, když bylo Janovi deset let a rodina upadla do bídy. Na další studia do Prahy mu pomohl vzdálený příbuzný, tehdy student práv, Josef Raab. Stal se zpěvákem ve fundaci kostela Matky Boží na Starém Městě pod vedením ředitele kůru Václava Praupnera a v křížovnickém chrámu u ředitele kůru Prokopa Trautmanna. Tak získal i vynikající hudební vzdělání. Vedle toho studoval na piaristickém gymnáziu a později jako stipendista na staroměstském gymnáziu. Studoval velice úspěšně. V páté třídě gymnázia byl prohlášen premiantem a dopracoval se stipendia až sto dvaceti zlatých. Za úspěchy v mnoha předmětech obdržel stříbrnou medaili. Kromě toho si i nadále přivydělával kostelním zpěvem a jako výtečný zpěvák byl zván do měšťanských a šlechtických domácností, takže byl schopen i finančně podporovat své sourozence.

## Lékař
Po absolvování gymnázia v roce 1789 navštěvoval tříletý filosofický kurz na Univerzitě Karlově. Velmi těžce se rozhodoval, kterým směrem se má jeho vzdělání dále ubírat. Velmi ho lákala dráha profesionálního hudebníka, ale nakonec se pod vlivem profesora estetiky Augusta Gottlieba Meissnera a svého bratra Ignáce rozhodl pro lékařskou dráhu. V té době v celé Praze působilo pouze okolo 60 doktorů medicíny a s Heldem v ročníku studovalo 6 studentů. Promoval 21. srpna 1797 a ihned byl přijat do nemocnice Milosrdných bratří. Brzy se stal primářem a v této nemocnici setrval po 30 let. Získal si pověst zázračného uzdravovatele, danou zřejmě jeho charismatem a lidským přístupem k pacientům. Radili se s ním nejslavnější lékaři té doby (Rust a Krombholz). Kromě práce v nemocnici měl tak i velikou soukromou praxi (v Praze v té době žila většina lékařů z výnosu své soukromé praxe). Proslulost získal i vyléčením známého českého buditele abbé Dobrovského. Za napoleonských válek se jeho pacienty stali nejen vojáci, ale i ruská hraběnka, polský hrabě, anglický šlechtic a ruský generál Zwiliněv. Ve dvou dnech zorganizoval zřízení tří lazaretů a sám dojednával umístění nemocných v soukromí. Dokonce se raněným staral i o prádlo a potraviny.
Jeho vynikající pověst překročila hranice Prahy, byl jmenován dopisujícím členem c. a k. lékařské společnosti ve Vídni. Dočkalo se mu uznání i z akademických kruhů. Stal se profesorem lékařství na Karlově universitě, byl pětkrát zvolen děkanem lékařské fakulty a v letech 1826–1827 i rektorem Univerzity.
Velké zásluhy měl i pro rozvoj psychiatrie. Během svého působení v pražském ústavu pro duševně nemocné u sv. Kateřiny zřídil pro nemocné knihovnu, čítárnu, hudební místnost, zavedl léčbu zaměstnáním, práce v dílnách a tělesná cvičení.

## Vlastenec a mecenáš

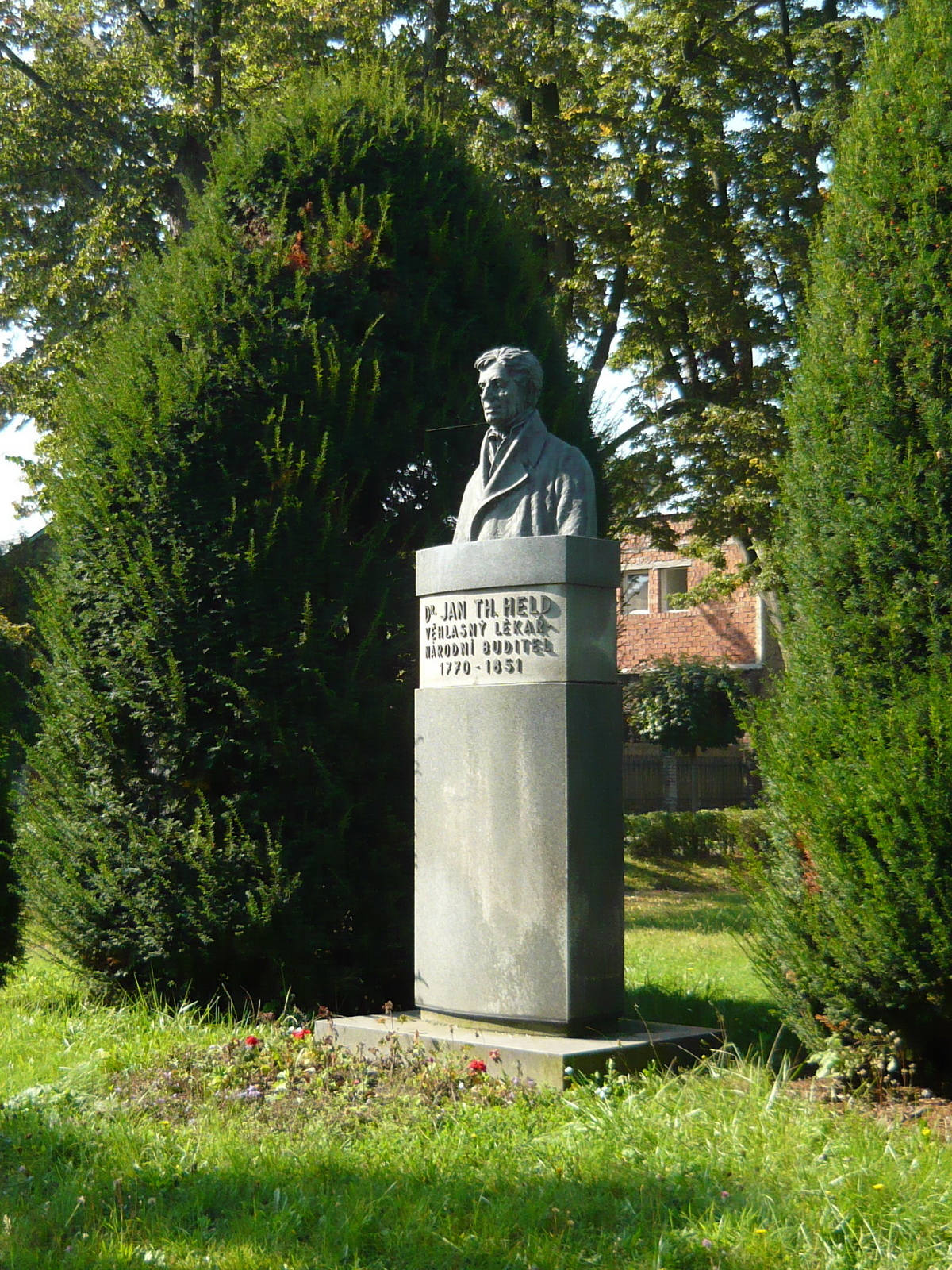
Pomník J. T. Helda v Třebechovicích pod Orebem, dílo sochaře Josefa Škody

Held byl však v Praze populární nejen jako lékař. Byl znám jako vynikající společník, výborný zpěvák, hudebník a skladatel. Byl vítán v každé společnosti, nejen v domech měšťanů, ale i šlechticů. Ještě během studií mu jeho bratr Ignác věnoval anglickou kytaru a Jan se na ní údajně naučil hrát za půl hodiny. Tento nástroj v Praze tenkrát nikdo neznal a mladý Held se s ním stal velmi populární a byl vyhledáván i jako učitel hry na kytaru.
Jeho společenský život jej přivedl do společnosti představitelů českého národního obrození, jejichž ideály sdílel. V paláci Františka hraběte Šternberka se seznámil s českými časopisy Hlasatel český a Krok jakož i s muzejními časopisy, které vydával František Palacký a do nichž začal také přispívat. Jistým paradoxem je, že ačkoliv sám bojoval za rovnoprávné používání češtiny a němčiny na úřadech a školách, když bylo na univerzitě obsazováno místo profesora chirurgie, intervenoval přes své přátele na ministerstvu ve Vídni, aby na místo nebyl obsazován člověk české řeči neznalý, sám psal své práce i publicistické články výhradně německy. Ze svých příjmů však podporoval vše, co souviselo s rozvojem českého umění a české vědy. Hradil činnost mnoha českých ústavů a spolků. Pro třebechovické studenty např. založil nadaci na podporu vzdělání a městu Plzni přispěl velkým jměním na založení a činnost dětské opatrovny.

## Člověk
Navštěvoval rád plesy, koncerty, akademie, divadelní představení, čaje a radovánky všeho druhu. Sám ve svých pamětech a dopisech přiznává, že jeho životem prošlo hodně krásných žen. Nikdy se však neoženil. Jeho největší láskou byla hraběnka Aloisie Příchovská. Byla to vzdělaná žena, o pět let starší, bohužel však vdaná. Od roku 1808 dokonce Held bydlel v jejím domě U zlaté hvězdy ve Spálené ulici. Jejich vztah trval 29 let a byl v pražských salonech předmětem veřejného pohoršení.
V mládí se mu narodil nemanželský syn, ale kdo byla jeho matka, není známo.

## Skladatel
Kromě příležitostných chrámových (byl mimo jiné i předsedou Spolku pro pěstování hudby církevní) a klavírních skladeb, byl Held především skladatelem písní. Komponoval na texty české, německé i italské. Řada v nich vyšla tiskem. Tematický soupis skladeb sestavil Josef Milota, zůstal však v rukopise.
- Wiedersehen (v českém vydání Shledání, 1805)
- Der Fischer, Nähe des Geliebten (na slova Johanna Wolfganga von Goethe)
- Ständchen an Feodoren, Schwanenlied (text Gottfried August Bürger)
- Molly’s Werth
- Neujahrgesang (smíšený sbor s klavírem)
- 2 canzonetty (text Pietro Metastasio)
- 2 arietty (Pietro Metastasio)
- Sechs Lieder mit Klavierbegleitung aus Tiedges Echo oder Alexis und Ida (1803)
- Píseň při vysvěcování chrámu na hoře Oreb u Třebechovic (text Karel Alois Vinařický, 1835)
- Na Pinku (text Jan Nejedlý)
- Sebrání písní českých (nápěvy k dětským písním)
- Minuetto scherzoso (klavír)

Významná je jeho bohatá písemná pozůstalost (korespondence, deníky, zápisky) s množstvím materiálu, který se týká nejen lékařství, ale i historie a osobností českého národního obrození. Je uložena v Národním muzeu a v archivu města Třebechovice pod Orebem.

## Umělecké ztvárnění
- Postava Jana Theobalda Helda vystupuje ve 2. díle Jiráskova F. L. Věka, ve kterém se oba vlastenci spřátelí.[3] Objevil se i ve stejnojmenném seriálu, herecky ho zde ztvárnil Jaroslav Satoranský.